# Quatuors à cordes de Milhaud
Pour les articles homonymes, voir Quatuor à cordes (homonymie).
Darius Milhaud a composé dix-huit quatuors à cordes entre 1912 et 1950 qui sont pour son biographe Jean Roy « dix-huit visages, dix-huit caractères, maintes sautes d'humeur, maints mouvements de l'esprit, du cœur, de l'âme...»

## Quatuor à cordesno1opus 5
Dédié au peintre Paul Cézanne, il est composé en Provence en 1912.
1. Rythmique
2. Intime contenu
3. Vif très rythmé

## Quatuor à cordesno2opus 16
Dédié au poète et ami Léo Latil, il est composé en 1914-15.
1. Modérément animé / Très animé
2. Très lent
3. Très vif
4. Souple et sans hâte / Assez animé et gracieux
5. Très rythmé

## Quatuor à cordesno3opus 32
Dédié à la mémoire de Léo Latil, mort en 1915 au front, il est composé en août 1916.
1. Premier mouvement d'après le poème Le Rossignol de Léo Latil.
2. Deuxième mouvement avec voix de soprano dramatique sur un texte du journal de Léo Latil.

## Quatuor à cordesno4opus 46
Composé en 1918 à Rio de Janeiro, il est créé le 5 avril 1919 par le Quatuor Capelle.
1. Vif
2. Funèbre
3. Très animé

## Quatuor à cordesno5opus 64
Dédié à Arnold Schönberg, il est composé en 1920.
1. Chantant, très expressif d'un bout à l'autre
2. Vif et léger
3. Lent
4. Très animé

## Quatuor à cordesno6opus 77
Dédié à Francis Poulenc, il est composé à Aix-en-Provence en 1922.
1. Souple et animé
2. Très lent
3. Très vif et rythmé

## Quatuor à cordesno7opus 87
Dédié au Quatuor Pro Arte, il est composé en 1925.
1. Modérément animé
2. Doux et sans hâte
3. Lent
4. Vif et gai

## Quatuor à cordesno8opus 121
Dédié à Elizabeth Sprague Coolidge, il est composé en 1932.
1. Vif et souple
2. Lent et grave
3. Très animé

## Quatuor à cordesno9opus 140
Dédié à Elizabeth Sprague Coolidge, il est composé en 1935.
1. Modéré
2. Animé
3. Très lent
4. Décidé

## Quatuor à cordesno10opus 218
Dédié à Elizabeth Sprague Coolidge, il est composé en 1940.
1. Modérément animé
2. Vif
3. Lent
4. Très animé

## Quatuor à cordesno11opus 232
Dédié au Quatuor de Budapest il est composé en 1942.
1. Modérément animé
2. Vif et léger
3. Bien modéré
4. Animé

## Quatuor à cordesno12opus 252
Dédié à la mémoire de Gabriel Fauré, il est composé en 1945 en Californie.
1. Modéré - Animé - modéré
2. Lent
3. Avec entrain

## Quatuor à cordesno13opus 268
Dédié à son épouse Madeleine, il est composé en 1946 à Mexico et en Californie.
1. Très décidé
2. Barcarolle
3. Mexicana

## Quatuor à cordesno14opus 291
Dédié à Paul Collaer ami, il est composé en 1948 en Californie.
1. Animé
2. Modéré
3. Vif

## Quatuor à cordesno15opus 292
Dédié à Paul Collaer ami, il est composé en 1948 en Californie.
1. Animé
2. Modré
3. Vif

## Quatuor à cordesno16opus 303
Dédié à Madeleine, il est composé en 1950.
1. Tendre
2. Vif
3. Doux et calme
4. Animé

## Quatuor à cordesno17opus 307
Dédié à son fils Daniel, il est composé en 1950 aux États-Unis.
1. Rude
2. Tendre
3. Léger et cinglant
4. Robuste

## Quatuor à cordesno18opus 308
Dédié à la douce mémoire de ses parents, il est composé en 1950-51.
1. Lent et doux
2. Hymne
3. Lent et doux
4. Hymne

## Source
- François-René Tranchefort dir. et réd., Guide de la musique de chambre, éd. Fayard 1989 pp. 598 à 605